# Asura pyraula
Asura pyraula är en fjärilsart som beskrevs av Edward Meyrick 1886. Asura pyraula ingår i släktet Asura och familjen björnspinnare. Inga underarter finns listade i Catalogue of Life.